# Priocnemis minutalis
Priocnemis minutalis är en stekelart som beskrevs av Wahis 1979. Priocnemis minutalis ingår i släktet sågbenvägsteklar, och familjen vägsteklar. Arten har ej påträffats i Sverige.